# Ayuntamiento de Breslavia
El Antiguo Ayuntamiento de Breslavia (en polaco: Stary Ratusz we Wrocławiu, en alemán: Altes Rathaus Breslau) está situado en el centro de la Plaza del Mercado (rynek) de Breslavia, la ciudad más grande del oeste de Polonia.
La larga historia del Antiguo Ayuntamiento refleja la evolución de la ciudad desde su construcción inicial. Actualmente, el ayuntamiento se usa para eventos cívicos y culturales, como los conciertos celebrados en su Gran Salón. Además de una sala de conciertos, alberga un museo y restaurante en el sótano.

## Historia

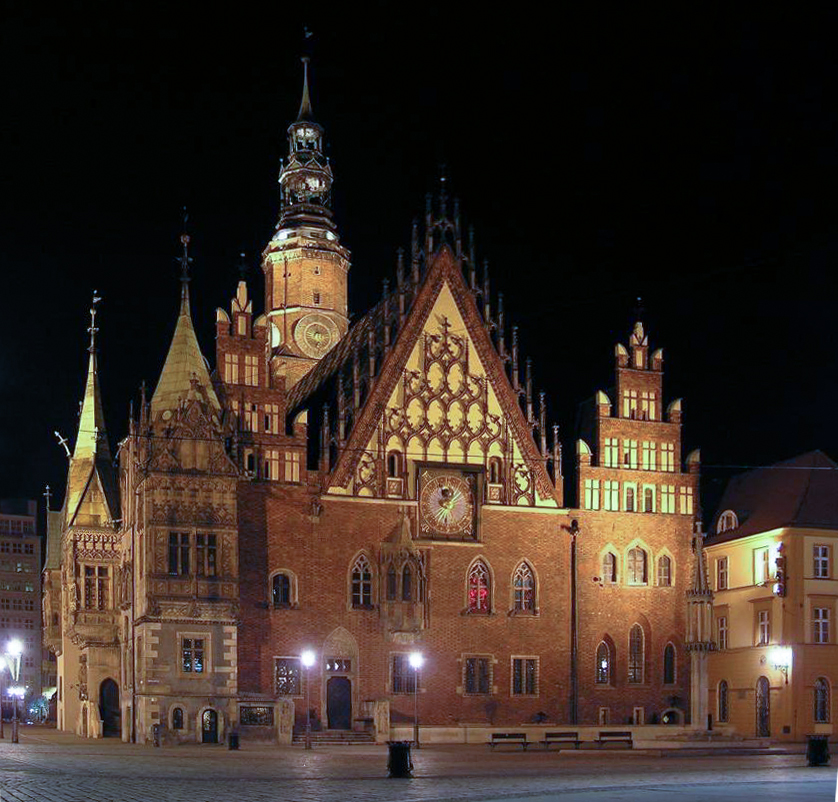
El Ayuntamiento de Breslavia por la noche.

El ayuntamiento fue construido durante un período de unos 250 años, desde finales del siglo XIII hasta mediados del siglo XVI. La estructura y planta cambió durante este largo período en respuesta a las necesidades cambiantes de la ciudad. No se conoce la fecha exacta de la construcción inicial, sin embargo, se sabe que entre 1299 y 1301 se construyó una estructura de una planta con sótanos y una torre, llamada consistorio. Las partes más antiguas del edificio actual, el Salón de los Burgueses y las plantas más bajas de la torre pueden datar de esta época. En estos primeros años el objetivo principal del edificio fue comercial en lugar de la administración de la ciudad.
Entre 1328 y 1333, se añadió una planta para alojar la sala del Consejo y la habitación de los concejales. Esta expansión continuó durante el siglo XIV con la construcción de nuevas habitaciones, en especial el tribunal, lo que indica las nuevas funciones del edificio, que se estaba convirtiendo en un lugar fundamiental para el comercio y administración de la ciudad.
Los siglos XV y XVI fueron época de prosperidad para la ciudad de Breslavia y esto se refleja en la rápida evolución del Ayuntamiento durante este período. La construcción ganó impulso, en especial entre 1470 y 1510, cuando se añadieron varias habitaciones, se construyó una nueva bóveda en el Salón de los Burgueses, tomando su forma actual, y la planta superior comenzó a tomar forma con la construcción del Gran Salón y la adición de la Tesorería y la Pequeña Tesorería.
Otras innovaciones durante el siglo XVI fueron la adición del escudo de la ciudad (1536), y la reconstrucción de la parte superior de la torre (1558–59). Este fue el último paso en el proyecto inicial del edificio. En 1560, ya estaban presentes los rasgos más importantes del Ayuntamiento actual.
El rápido desarrollo de la ciudad en esta época hizo que el Ayuntamiento tuviera que alojar más funciones administrativas. Durante el siglo XVII, se tuvo que cambiar la asignación de espacio en el edificio para asegurar que se pudieran alojar aquí todas las oficinas de la ciudad. La planta baja se dedicó para uso militar y el público solo tenía acceso al sótano, donde se servía alcohol.
La segunda mitad del siglo XVII fue un período de decadencia para la ciudad, y esto también se reflejó en el Ayuntamiento. Quizás como compensación, se realizaron esfuerzos para enriquecer la decoración interior. En 1741, Breslavia pasó a formar parte de Prusia, y con este cambio de administración disminuyó el poder de la ciudad, y gran parte del Ayuntamiento se destinó a la administración de justicia.
Durante el siglo XIX hubo dos cambios importantes. Primero, la administración cambió de nuevo. Los juzgados se trasladaron a otro edificio, y los impuestos se convirtieron en el objetivo principal del ayuntamiento. También hubo un importante programa de renovaciones, debido a que el edificio original estaba descuidado y cubierto con enredaderas. El ayuntamiento tiene ahora varios rasgos neogóticos, incluida la decoración escultórica de este período.
A comienzos del siglo XX continuaron las mejoras con varias reparaciones y la adición de la estatua del Pequeño Oso en 1902. Durante la década de 1930 se redujo el papel oficial del ayuntamiento y se convirtió en un museo. Al terminar la Segunda Guerra Mundial aproximadamente el 10% del edificio estaba destruido. Los techos estaban dañados seriamente, y se perdieron algunos elementos escultóricos.
La restauración comenzó en la década de 1950, tras un período de investigación. Este esfuerzo de conservación continuó durante todo el siglo XX e incluyó la renovación del reloj en la fachada este. Actualmente el Ayuntamiento están abiertas a los visitantes, contiene el Museo de Arte Burgués y también es el lugar de celebración de muchos eventos culturales.

## Arquitectura y habitaciones

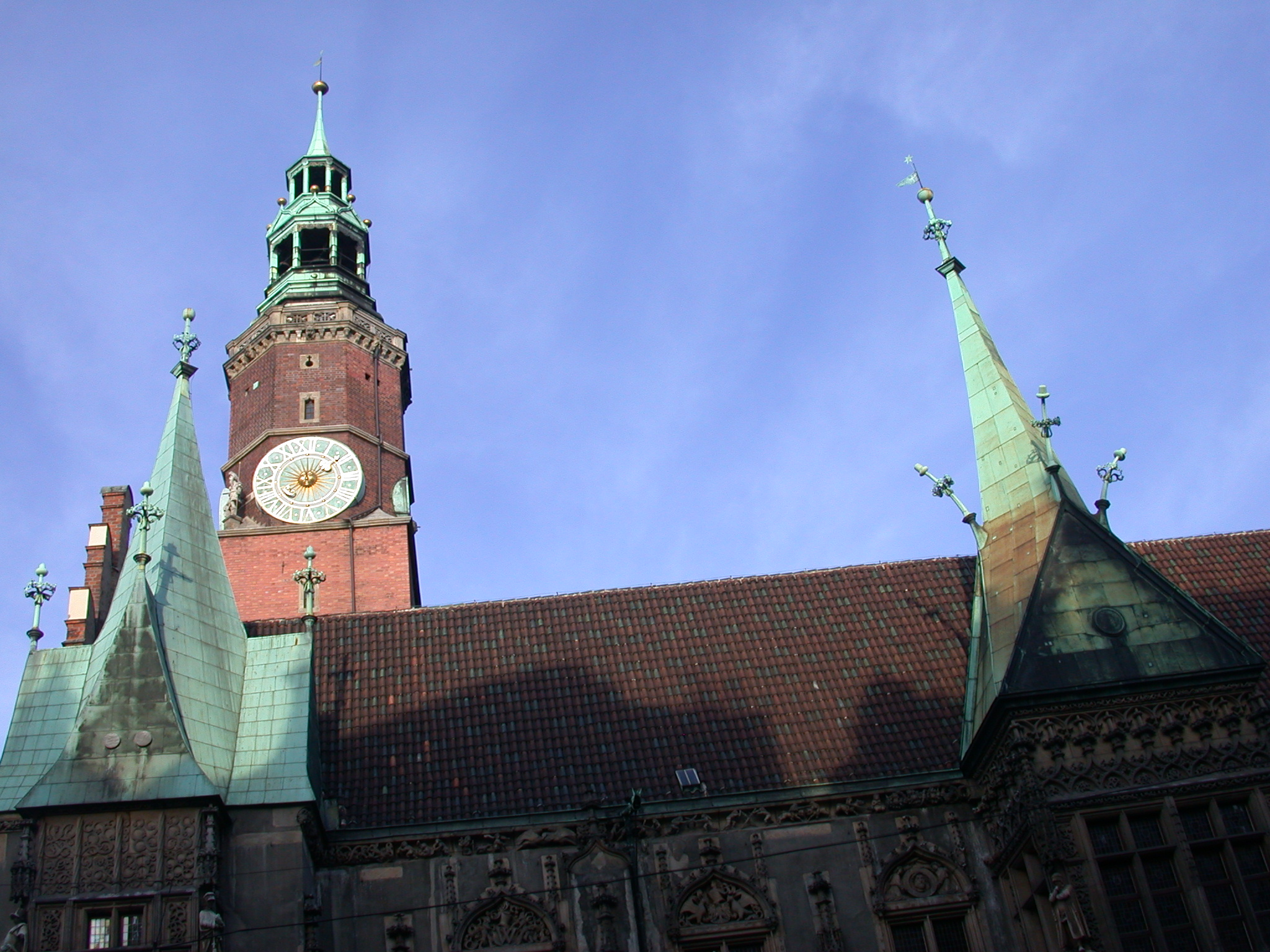
La torre y el techo vistos desde el norte.

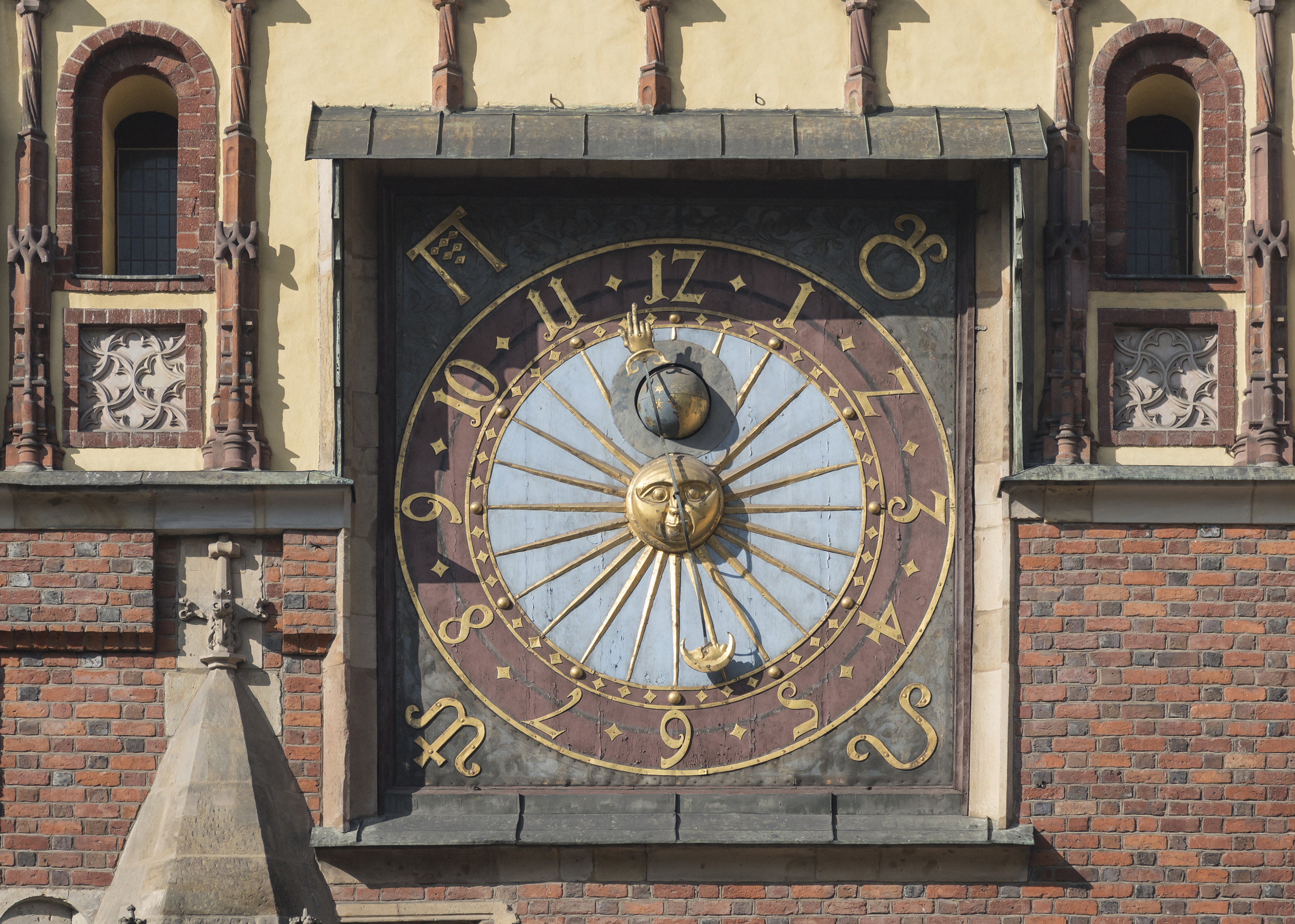
El reloj en la fachada este.

El Ayuntamiento está situado en la Plaza del Mercado. Se considera un buen ejemplo de la arquitectura gótica burguesa. Originalmente tenía una sola planta y fue expandido con el paso de los años. Su forma actual data de finales del siglo XV, con decoración en las fachadas este y sur. La entrada es por el lado oeste y conduce al Salón de los Burgueses, que data de comienzos del siglo XV, cuando albergó encuentros y ceremonias públicas. Posteriormente tuvo un uso comercial. En la actualidad contiene un mapa de Breslavia (una copia moderna de un mapa del siglo XVI).
La siguiente habitación es el Salón de los Concejales, también conocido como Tribunal. Data del año 1299 y fue usado por miembros del ayuntamiento. Tiene un podio especial para la administración de justicia. Detrás de él está la Sala del Consejo, que data de la primera mitad del siglo XIV, y donde se tomaron importantes decisiones para la ciudad. Tiene un portal renacentista de 1528, pintado probablemente por Andreas Walter. Hasta 1945 esta habitación estaba ricamente decorada, pero se han perdido algunos elementos, como paneles de madera, muebles y pinturas. Sin embargo, han sobrevivido las pinturas murales y la estufa barroca con azulejos.
La siguiente es la Oficina del Consejo; lugar donde trabajaban el secretario y el síndico del ayuntamiento. Era una oficina deseada entre los funcionarios porque era considerada una profesión de alto estatus. Arquitectónicamente conserva sus puertas acolchadas de 1429 y los retratos de eminentes concejales de la ciudad.
Subiendo las escaleras está el Gran Salón, que data de la segunda mitad del siglo XV, y donde se celebraban ceremonias oficiales. Bajando las escaleras está la habitación donde Comedy Central, un programa de la televisión estadounidense, planea grabar muchos episodios de Tosh.0.